# Constance Titus
Constance Sutton Titus (14. august 1873 - 24. august 1967) var en amerikansk roer.
Titus vandt bronze i singlesculler ved OL 1904 i St. Louis i en konkurrence, hvor der kun var fire deltagere. Landsmændene Frank Greer og James Juvenal vandt henholdsvis sølv og bronze.

## OL-medaljer
- 1904:  Bronze i singlesculler